# Суперкавітація
Суперкавітація (від лат. Super — над, зверху; cavitas (cavitatis) — порожнина) (рос. суперкавитация, англ. supercavitation, нім. Superkavitation f) — фундаментальне явище, притаманне рухові рідин, коли в них виникають достатньо великі порожнини (каверни). Розрізняють парову суперкавітацію (каверна заповнена парами рідини і виникає за рахунок збільшення швидкості) та штучну (каверна підтримується піддувом газу). Використовується для зменшення опору тертя та кавітаційної ерозії. Через велику різницю у густинах води і газу опір тертя на поверхнях, що не контактують з рідиною, може бути зменшений майже в 1000 разів. Використання газових каверн запобігає колапсам парових бульбашок, зменшує небезпеку виникнення зон надвисокого тиску та ерозії. Використовується на швидкісних суднах, торпедах, підводних снарядах, корабельних гвинтах, в
насосах, в струменевих технологіях тощо.

## Зменшення опору тертя
Опір тертя є пропорційним до динамічної в'язкості, а отже і до густини рідини, що обтікає тверду поверхню. Тому та частина корпусу, що контактує з газом, а не рідиною, матиме в сотні разів менший опір тертя. Ця ідея знайшла своє втілення у різних суперкавітаційних апаратах та суднах, досліджувалась вченими різних країн, зокрема, значним є внесок наших співвітчизників (див. джерела). Завдяки суперкавітації вдалося досягти надзвукових швидкостей у воді (більших 1 450 м/с). Успішні запуски підводних надзвукових снарядів виконані в США та на Швидкісній багатоцільовій гідродинамічній трубі Інституту гідромеханіки НАН України.
Розроблені в США суперкавітаційні снаряди RAMICS дозволяють знищувати міни на глибині до 45 м. Аналогічні системи використовуються в Німеччині (Heckler & Koch P11) та Росії (underwater firearms). Суперкавітаційні технології застосовуються також в гарпунах для підводного полювання для збільшення дальності та стабільності руху. Дальність інерційного руху під довільним кутом до горизонту може бути збільшена за рахунок оптимізації форми корпусу та використання кавітаторів змінних розмірів.
Окрім, снарядів, що рухаються за інерцією, суперкавітація успішно використовується на високошвидкісних торпедах, зокрема на радянській «Шквал», німецькій «Barracuda» та іранській «Hoot» (Кит). Завдяки зменшенню опору тертя вдалося перевищити швидкість руху у воді 400 км/год. 2005 року американська агенція DARPA анонсувала «Програму підводного експресу» ('Underwater Express program'), що передбачає створення суперкавітуючого швидкісного підводного човна.
Разом з тим, кавітатор має великий опір тиску, що робить в деяких випадках суперкавітуючі апарати менш ефективними від традиційних, що обтікаються без відриву потоку . Іншим недоліком суперкавітуючих корпусів є дуже малі значення сили Архімеда, оскільки вони розташовані в газовій бульбашці, а не у воді. Для підтримання ваги таких апаратів використовують підводні крила або глісування по поверхні каверни, що в свою чергу вимагає додаткових витрат енергії і обмежує область застосування суперкавітації досить малими об'ємами корпусів .

## Зменшення кавітаційної ерозії
Радіус парової кавітаційної бульбашки може зменшуватись до нуля в області підвищенного тиску, викликаючи дуже велики локальні стрибки тиску. Розміри газових бульбашок залишаються досить великими і не викликають таких значних стрибків тиску. Тому використання достатньо великих суперкаверн або піддуву газу зменшує ризик потрапляння дрібних бульбашок на тверді поверхні і запобігає ерозії. Використовується на підводних крилах високошвидкісних суден, на напівзанурених гвинтах, суперкавітуючих насосах тощо.